# يقطوم كروي البذور
يقطوم كروي البذور (الاسم العلمي:Telephium sphaerospermum) هي نوع نباتي يتبع جنس اليقطوم من فصيلة القرنفلية.